# Death Games
Death Games (Arena) è un film del 2011 diretto da Jonah Loop.

## Trama
David Lord, vigile del fuoco e paramedico, viene coinvolto in un grave incidente stradale assieme alla moglie incinta Lori che non sopravvive allo schianto. Dopo aver tentato di suicidarsi, David va in Messico dove non fa altro che ubriacarsi. Proprio in un bar conosce l'affascinante Milla, che prima lo seduce e poi lo rapisce. Milla infatti è una reclutatrice per Death Games, un gioco illegale trasmesso in Internet, in cui degli uomini sono costretti a combattere fino alla morte in una arena virtuale. Suo malgrado anche David è costretto a battersi per la sua vita, aiutato dalla stessa Milla che comincia a provare dei sentimenti per lui. David stringe un accordo con il "boss" dei death games: dopo aver eseguito 10 combattimenti, David sarà libero. Nell'ultimo combattimento David sfida Kaiden, uno dei soci del sistema che veniva chiamato "il boia". Grazie all'aiuto di Milla riesce ad ucciderlo, e si scopre che in realtà David era un agente della C.I.A a cui era stato affidato l'incarico di trovare i Death Games e fare in modo che finissero. L'incidente d'auto, causa della morte della moglie, in realtà non era stato accidentale, ma era stata un'imboscata. David alla fine riesce a sopravvivere e grazie a una telefonata fatta da Milla la C.I.A trova il luogo dei Death Games e libera David. Che viene portato via. Il capo dei giochi riesce a scappare, nonostante sia stato ferito gravemente dallo stesso David. Milla viene arrestata insieme a tutti gli altri collaboratori del sistema. Il vero nome di David era "agente Fern" e infatti anche il suo ruolo di vigile del fuoco/paramedico era una copertura.